# MusicBrainz
MusicBrainz è un progetto che ha l'obiettivo di creare una enciclopedia della musica, costituito da contenuto libero. Si tratta di un database online di informazioni riguardanti la musica registrata, ma non è un archivio di musica. Come il progetto freedb, è stato fondato come risposta alle restrizioni poste dal CDDB. Tuttavia, MusicBrainz ha espanso i suoi obiettivi di deposito di metadata di compact disc.

## Descrizione e storia
MusicBrainz raccoglie informazioni sugli artisti, le loro registrazioni, e le relazioni tra essi. Le voci su ogni lavoro musicale comprendono, di base, il titolo dell'album, i titoli delle tracce, e la durata di ogni traccia. Queste voci sono mantenute nel rispetto di una guida di stile comune. I lavori registrati possono anche comprendere informazioni sulla data e il paese di pubblicazione, l'ID del CD, l'impronta audio di ogni traccia e hanno un campo opzionale per l'inserimento di testo o annotazioni in allegato.
A giugno 2006, MusicBrainz conteneva informazioni su 243 000 artisti, 399 000 album, e 4,8 milioni di tracce.
Gli utenti possono utilizzare un apposito programma che reperisce da MusicBrainz le informazioni sui propri file musicali digitali, come MP3 o Ogg.
MusicBrainz inizialmente utilizzava il sistema TRM (un acronimo ricorsivo per TRM Recognizes Music) di Relatable per l'abbinamento delle impronte audio. Questa caratteristica ha attratto molti utenti e ha permesso al database di crescere velocemente.
Dal 2005 divenne evidente che la soluzione di Relatable mal si adattava alle ormai enormi dimensioni del database (nell'ordine di milioni di tracce) e iniziò la ricerca di una alternativa valida.
Il 12 maggio 2006, Robert Kaye pubblicò sul blog ufficiale del progetto l'annuncio della partnership tra MusicBrainz e MusicIP. Parte dell'accordo permetteva a MusicBrainz di utilizzare il servizio MusicDNS di MusicIP per il riconoscimento e l'abbinamento delle tracce audio (PUID). Dopo un periodo di grazia di 6 mesi, il sistema TRM è stato gradualmente eliminato e MusicBrainz da allora utilizza solo il sistema PUID.
Per la definizione dei metadati, MusicBrainz fa uso di RDF/XML, disponibile per le elaborazioni automatizzate via HTTP mediante i comandi GET e POST, come stabilisce l'architettura di stile REST (REpresentational State Transfer) per i sistemi ipermediali distribuiti.
Il nucleo dati di MusicBrainz (artisti, tracce, album, ecc.) è di pubblico dominio, e i contenuti addizionali, inclusi i dati moderati, sono posti sotto licenza Open Audio (una licenza Creative Commons non commerciale di tipo share-and-share-alike). Il software del server è coperto dalla GNU General Public License. Tuttavia, MusicBrainz usa una versione binaria del server TRM di Relatable, il quale codice sorgente è proprietario. La libreria software dalla quale è prodotto il programma client di MusicBrainz, TunePimp, è coperta dalla GNU Lesser General Public License, che permette l'utilizzo del codice per la produzione di software proprietario.
Nel dicembre 2004 il progetto MusicBrainz venne trasformato, dal suo creatore Robert Kaye, nella MetaBrainz Foundation, un'organizzazione non a scopo di lucro.
Il 20 gennaio 2006 è stata annunciata la prima iniziativa commerciale per l'uso dei dati di MusicBrainz, il servizio Linkara Música del portale Linkara, avente sede a Barcellona, Spagna.